# Hydrofobe-interactie-chromatografie
Hydrofobe interactiechromatografie (HIC) is een vorm van vloeistofchromatografie, meer specifiek high-performance liquid chromatography. Deze wordt gebruikt voor de scheiding van eiwitten met een verschil in hydrofobiciteit. 
Het principe achter HIC is dat verschillende substanties verschillende hydrofobe eigenschappen hebben. Stoffen die hydrofober zijn zullen langer aan de kolom blijven kleven en er dus langer over doen om te elueren. Het zoutgehalte in het eluens bepaalt de ionisatiegraad en daarmee de mate waarin een eiwit affectie heeft met de kolom in verhouding tot het eluens.